# Saint-Cricq-Chalosse
 Saint-Cricq-Chalosse  (en occitano Sent Cric de Shalòssa) es una población y comuna francesa, situada en la región de Aquitania, departamento de Landas, en el distrito de Mont-de-Marsan y cantón de Hagetmau.

## Demografía
| 609 | 576 | 574 | 568 | 585 | 561 |
| Para los censos de 1962 a 1999 la población legal corresponde a la población sin duplicidades (Fuente: INSEE [Consultar]) |     |     |     |     |     |